# L'Exilé (film, 1947)
Cet article concerne le film de Max Ophüls. Pour le film d'Oumarou Ganda, voir L'Exilé.
Pour les articles homonymes, voir L'Exilé.
Pour plus de détails, voir Fiche technique et Distribution.
L'Exilé (Titre original : The Exile) est un film américain réalisé par Max Ophüls, sorti en 1947.

## Synopsis
1660, le jeune monarque anglais Charles II, déposé par Oliver Cromwell, s'est exilé en Hollande avec quelques fidèles. Pour échapper aux tentatives d'assassinat des partisans de Cromwell, les Têtes rondes, il trouve refuge dans la ferme auberge de la charmante Katie. Poursuites, duels et aventures, jusqu'à la chute de Cromwell, qui permet à Charles II de retrouver enfin sa capitale.

## Fiche technique
- Titre original : The Exile
- Titre français : L'Exilé
- Réalisation : Max Ophüls
- Scénario : Douglas Fairbanks Jr. et Max Ophüls d'après le roman His Majesty, the King de Cosmo Hamilton (en)
- Photographie : Franz Planer et George Robinson (non crédité)
- Direction artistique : Hilyard M. Brown et Bernard Herzbrun
- Décors : Howard Bay
- Costumes : Dwight Franklin et Laure Lourié (pour Maria Montez)
- Chorégraphie : Eugene Loring
- Montage : Ted J. Kent
- Musique : Frank Skinner
- Production : Douglas Fairbanks Jr.
- Société de production : Fairbanks Company
- Pays de production :  États-Unis
- Langue : anglais, français
- Format : noir et blanc – 35 mm – 1,37:1 – mono (Western Electric Recording)
- Genre : film de cape et d'épée
- Durée : 95 minutes
- Dates de sortie :
  - États-Unis 17 octobre 1947
  - France : 11 juin 1948

## Distribution
- Douglas Fairbanks Jr. : Charles II
- Rita Corday, sous le nom de Paule Croset : Katie
- Maria Montez : Comtesse Anbella de Courteuil
- Henry Daniell : Le colonel Ingram
- Nigel Bruce : Sir Edward Hyde
- Robert Coote : Dick Pinner
- Otto Waldis : Jan
- Eldon Gorst : Seymour
- Milton Owen : Wilcox
- Colin Keith-Johnston : Le capitaine de Bristol
- Ben Wright : Milbanke
- Colin Kenny : Ross
- Peter Shaw : Higson
- Will Stanton : Tucket
- Ramsay Hill : Un officier de cavalerie
- Gordon B. Clarke : Un cavalier de la garde
- Lumsden Hare : Le général des Têtes rondes
- Lester Matthews : Robbins
- Tom Dillon : Jasper
- William Trenk : Un valet de pied
- Cavens Fred : Un cocher
- Alla Dunn : Marie
- Torben Meyer : Le capitaine de vaisseau
- Grayce Hampton : Première dame de la cour
- Mary Forbes : Deuxième dame de la cour
- Charles Stevens : Un peintre

Acteurs non crédités :
- Leonard Carey : Un cavalier
- Dorothy Hart : Une dame d'honneur